# تباعد اجتماعي

يقلل الابتعاد من معدل انتشار العدوى، كما قد يمنع حدوث وباء.

التباعد الاجتماعي أو الابتعاد المكاني أو التباعد المكاني أو التباعد الجسدي جملة من الإجراءات غير الدوائية لمكافحة العدوى غرضها إيقاف انتشار المرض المعدي أو تبطيئه. وقد تتراوح تلك الإجراءات في صرامتها من تشجيع الشغل عن بعد والمكوث فيه مرورا بارتداء الكمامات إلى أقصى الإجراءات التي تفرض حظر التجوال إلا لمن لديه رخص التنقل الاستثنائية كالمشتغلين في المحاور الضرورية وخدمات الطوارئ.
الهدف من الابتعاد تخفيض احتمالية الاتصال بين أشخاص مصابين بالعدوى وبين أشخاص آخرين غير مصابين بالعدوى لتخفيض نسبة انتقال العدوى ولتخفيض الوفيات في آخر المطاف.
عملية الابتعاد أكثر نفعا والعدوى تنتقل عبر القطيرات التنفسية (السعال والعطاس)؛ أو الاتصال الجسدي المباشر بما في ذلك الاتصال الجنسي؛ أو الاتصال الجسدي غير المباشر (عن طريق لمس طبقة سطحية ملوثة)؛ أو الانتقال بالهواء (في حال تستطيع الجراثيم البقاء حية في الهواء لمدة طويلة).
من خلال تقليل احتمالية تعرض شخص غير مصاب جسديًا لشخص مصاب، يمكن تقليل انتقال المرض، مما يؤدي إلى عدد أقل من الوفيات. [1] [4] يتم الجمع بين التدابير مع النظافة التنفسية الجيدة وغسل اليدين. [7] [8] اقترحت منظمة الصحة العالمية، خلال جائحة الفيروس التاجي لعام 2019-2020، الإشارة إلى «بدني» كبديل «اجتماعي»، تمشياً مع فكرة أنها مسافة مادية تمنع الانتقال؛ يمكن للأشخاص البقاء على تواصل اجتماعي عبر التكنولوجيا. [1] [2] [9] [10] لإبطاء انتشار الأمراض المعدية وتجنب زيادة العبء على أنظمة الرعاية الصحية، ولا سيما أثناء الوباء، ويتم استخدام العديد من تدابير الابتعاد، بما في ذلك إغلاق المدارس وأماكن العمل، والعزل، والحجر الصحي، وتقييد حركة الأشخاص وإلغاء التجمعات الجماهيرية. [ 4] [11]. يمكن أن تشمل عيوب الابتعاد الشعور بالوحدة وانخفاض الإنتاجية وفقدان الفوائد الأخرى المرتبطة بالتفاعل البشري.

## المفهوم والتعريف
عرف مركز السيطرة على الأمراض والوقاية (CDC) الابتعاد على أنه مجموعة من «طرق تقليل التواتر والتقارب والاتصال بين الناس من أجل تقليل خطر انتقال المرض». خلال الوباء التاجي للفيروس التاجي لعام 2019-2020، راجع مركز السيطرة على الأمراض تعريف الابتعاد على أنه «يبقى خارج نطاق التجمعات البشرية، وتجنب التجمعات الجماعية، والحفاظ على المسافة (حوالي ستة أقدام أو مترين) عن الآخرين عند الإمكان».
سابقا، في عام 2009 خلال جائحة الإنفلونزا عام 2009، عرفت منظمة الصحة العالمية الابتعاد بأنه «الحفاظ على مسافة بعيدة على الأقل من الذراع عن الأخرين، وتقليل التجمعات». [7] يتم دمجه مع النظافة التنفسية الجيدة وغسل اليدين، ويعتبر الطريقة الأكثر جدوى لتقليل أو تأخير الوباء.

## التاريخ
خلال وباء شلل الأطفال في مدينة نيويورك في عام 1916، بوجود أكثر من 27000 إصابة وأكثر من 6000 وفاة بسبب شلل الأطفال في الولايات المتحدة، وأكثر من 2000 وفاة في مدينة نيويورك وحدها، أغلقت دور السينما، وألغيت الاجتماعات، وانعدمت التجمعات العامة تقريبًا، وحُذر الأطفال من الشرب من نوافير المياه، وطُلب منهم تجنب الحدائق والمسابح والشواطئ.
خلال جائحة فيروس كورونا 2019-2020، أقفلت الكثير من الدول منشآتها. وشجعت بعض الأماكن الأفراد على تجنب الوجود في مجموعات من 50 شخصًا أو أكثر خلال هذه الفترة.

## التدابير
تتضمن التدابير المتخذة للحد من انتشار الأمراض المعدية في سياق الابتعاد:

### بدائل المصافحة
يشمل الابتعاد تجنب الاتصال الجسدي للتحية أو الوداع كما هي الحال في بعض الثقافات واستعمال إيماءات بديلة. من هذه البدائل تحية ناماستي، وفيها تتلامس راحتا الكفين، مع توجيه الأصابع للأعلى، وتقريب اليدين إلى القلب. خلال جائحة فيروس كورونا في عام 2020، استخدم الأمير تشارلز هذه الإيماءة في المملكة المتحدة لتحية مستقبليه، وأوصى بها المدير العام لمنظمة الصحة العالمية تيدروس أدهانوم غيبريسوس، ورئيس الوزراء الإسرائيلي بنيامين نتنياهو. من البدائل الأخرى التلويح بالكف، وعلامة شاكا، ووضع راحة الكف على القلب، وتمارَس الأخيرة في أجزاء من إيران.

### الفعالية
قد تتغير سلوكيات الناس حين يعلمون أن مرضًا ينتشر حولهم، فيبتعدون عن الأماكن العامة وعن الآخرين. تنفيذ الابتعاد بهدف السيطرة على الأوبئة ذو فوائد محتملة ولكنه مكلف اقتصاديًا. تشير الأبحاث إلى وجوب تطبيق التدابير بشكل صارم وفوري كي تكون فعالة. خلال جائحة الإنفلونزا في عام 1918، أغلقت السلطات في الولايات المتحدة المدارس وحظرت التجمعات العامة إلى جانب تدخلات الابتعاد الأخرى في فيلادلفيا وسانت لويس، ولكن في فيلادلفيا، سمح التأخر في بدء هذه الإجراءات مدة خمسة أيام بمضاعفة معدلات انتقال الفيروس ثلاث إلى خمس مرات، في حين ساعدت الاستجابة الفورية في سانت لويس في الحد من انتقال العدوى فيها. حلل بوتسما وفيرغسون نتائج تدخلات الابتعاد في 16 مدينة أمريكية خلال وباء عام 1918 ووجدا أن التدخلات المحدودة زمنيًا تقلل من إجمالي الوفيات بشكل معتدل (10- 30%)، وأن النتائج كانت محدودة للغاية لأن التدخلات بدأت متأخرة كثيرًا ورُفعت على نحوٍ مبكر جدًا. ولوحظ أن مدنًا عدة شهدت ذروة وبائية ثانية بعد رفع ضوابط الابتعاد، إذ تعرضَ الأفراد المؤهبون للعدوى بعد أن كانوا في مأمن.

### إغلاق المدارس
أظهرت النماذج الرياضية أن تفشي المرض قد يتأخر عند إغلاق المدارس. وتعتمد فعالية هذا التدبير على الاتصالات بين الأطفال خارج المدرسة. غالبًا ما يتطلب الأمر حصول أحد الوالدين على إجازة من العمل، وقد توجد حاجة إلى إغلاق المدارس فترةً طويلة، ما يؤدي إلى مشاكل اجتماعية واقتصادية.
وُجد أن إغلاق المدارس قلل من معدلات الإصابة بالإنفلونزا الآسيوية بنسبة 90% خلال فاشية 1957- 1958، وبنحو 50% في السيطرة على الإنفلونزا في الولايات المتحدة في العامين 2004-2008. وبشكل مماثل، ترافق إغلاق المدارس الإلزامي وتدابير الابتعاد الأخرى بانخفاض بنسبة 29% إلى 37% في معدلات انتقال الإنفلونزا خلال وباء الإنفلونزا عام 2009 في المكسيك.
خلال تفشي فيروس إنفلونزا الخنازير في عام 2009 في المملكة المتحدة، نُشر مقال بعنوان «إغلاق المدارس أثناء جائحة الإنفلونزا» في مجلة لانسيت للأمراض المعدية، أيدت فيه مجموعة من علماء الأوبئة إغلاق المدارس بغية قطع مسار العدوى وإبطاء سير الفيروس وكسب الوقت للبحث وإنتاج اللقاح. درس العلماء جائحات الإنفلونزا السابقة كوباء الإنفلونزا في عام 1918، ووباء الإنفلونزا في عام 1957، ووباء الإنفلونزا في عام 1968، ولاحظوا الأثر الاقتصادي وتضرر القوى العاملة الناتج عن إغلاق المدارس، وخاصة أن نسبة كبيرة من الأطباء والممرضين نساء، 50% تقريبًا منهن أمهات لأطفال دون 16عامًا. ونظر الباحثون في ديناميكيات انتشار الإنفلونزا في فرنسا خلال العطل المدرسية الفرنسية فظهر انخفاض حالات الإنفلونزا عند إغلاق المدارس وظهورها مجددًا مع فتح المدارس. وأشاروا إلى انخفاض مراجعات الأطباء وحالات التهابات الجهاز التنفسي في إسرائيل بعد إضراب المعلمين في موسم الإنفلونزا في العامين 1999- 2000 بأكثر من الخُمُس والخُمسَين على التوالي.

### إغلاق أماكن العمل
تشير دراسات النمذجة والمحاكاة المستندة إلى البيانات الأمريكية إلى أن إغلاق 10% من أماكن العمل المتأثرة بالوباء، يخفض المعدل الإجمالي لانتقال العدوى بنحو 11.9% ويؤخر ذروة الوباء قليلًا. في المقابل، يؤدي إغلاق 33% من أماكن العمل المتأثرة إلى انخفاض معدل الإصابة إلى 4.9%، وتأخير الذروة أسبوعًا واحدًا.

### الحجر الصحي للحالات المحتملة
خلال تفشي السارس في عام 2003 في سنغافورة، خضع نحو 8000 شخص إلى الحجر الصحي الإلزامي المنزلي، وطُلب من 4300 شخص آخرين مراقبة أنفسهم والانتباه لأعراضهم وإجراء اتصال هاتفي يومي مع السلطات الصحية، وذلك بهدف السيطرة على الوباء. شُخص السارس عند 58 فردًا فقط من هؤلاء، إلا أن مسؤولي الصحة العامة رؤوا أن تلك الإجراءات ساعدت في منع تزايد انتشار العدوى. ساعد العزل الذاتي الطوعي ربما في الحد من انتقال الإنفلونزا في ولاية تكساس في عام 2009. وُجدت آثار نفسية سلبية قصيرة وطويلة المدى للحجر الصحي.

### الحزام الصحي
في عام 1995، فُرض حزام صحي حول كيكويت في زائير بهدف السيطرة على تفشي فيروس إيبولا. حاوط الرئيس موبوتو سيسي سيكو المدينة بالقوات وعلق جميع الرحلات الجوية القادمة. وفي كيكويت، نفذت الفرق الطبية التابعة لمنظمة الصحة العالمية وزائير مزيدًا من الأطواق الصحية، فعزلت مناطق الدفن ومناطق العلاج عن بقية السكان، ونجحت في احتواء العدوى. خلال تفشي السارس في 2003 في كندا، طُبق «الحجر الصحي المجتمعي» للحد من انتقال العدوى بنجاح معتدل.

### العزل الوقائي
خلال وباء الإنفلونزا عام 1918، عزلت بلدة غونيسون في كولورادو  نفسها مدة شهرين لمنع دخول العدوى. حُصنت كل الطرق السريعة القريبة من خطوط المقاطعة. ونبه سائقو القطارات الركاب بأن الخروج من القطار في غونيسون سيعرضهم للاحتجاز والحجر الصحي لخمسة أيام. نتيجة للعزل، لم تحدث أي وفاة بسبب الإنفلونزا في غونيسون خلال الوباء. تبنت مجتمعات أخرى فيما بعد إجراءات مماثلة.

### إلغاء التجمعات العامة
الأدلة حول دور التجمعات العامة في زيادة انتقال الأمراض المعدية غير حاسمة. تفيد الأدلة المتناقلة بأن أنواعًا معينة من التجمعات العامة ربما تترافق مع زيادة في خطر انتقال الإنفلونزا، ويمكن لهذه التجمعات أن «تزرع» سلالات جديدة في منطقة ما، وتحرض انتقال العدوى في المجتمع خلال الجائحة. خلال جائحة الإنفلونزا عام 1918، ربما ساهمت العروض العسكرية في فيلادلفيا وبوسطن في نشر المرض عبر اختلاط البحارة المصابين بحشود المدنيين. قد يساعد تقييد التجمعات العامة، إلى جانب تدخلات الابتعاد الأخرى، على الحد من انتقال العدوى.

### تقييد السفر
لا يحتمل أن تؤدي القيود الحدودية أو تقييد السفر الداخلي إلى تأخير الوباء أكثر من أسبوعين أو ثلاثة إلا عندما تغطي أكثر من 99% من التنقلات. لم تكن فحوص المطارات فعالة في منع انتقال الفيروس عند تفشي السارس عام 2003 في كندا والولايات المتحدة. وردَ أن الضوابط الصارمة على الحدود بين النمسا والإمبراطورية العثمانية، التي فُرضت من عام 1770 حتى 1871 لمنع المصابين بالطاعون الدملي من دخول النمسا، كانت فعالة، فلم يظهر تفشٍّ كبير للطاعون في أراضي النمسا بعد تأسيسها، بينما واجهت الإمبراطورية العثمانية أوبئة متكررة من الطاعون حتى منتصف القرن التاسع عشر.
وجدت دراسة في جامعة نورث إيسترن منشورة في مارس 2020 أن «تقييد السفر من الصين وإليها لا يؤدي إلى إبطاء الانتشار الدولي لفيروس COVID-19  إلا [عندما] يترافق مع الجهود الهادفة لمنع انتقال العدوى على مستوى المجتمع وعلى مستوى الفرد.. قيود السفر غير كافية ما لم تترافق بالابتعاد».  وجدت الدراسة أن حظر السفر في ووهان أدى فقط إلى تأخير انتشار المرض إلى أجزاء أخرى من الصين لفترة تتراوح من ثلاثة أيام إلى خمسة أيام، وقلل الانتشار الدولي بنسبة تصل إلى 80%. السبب الرئيسي الذي جعل تقييد السفر أقل فعالية هو أن الكثير من المصابين بفيروس COVID-19 لا يبدون أعراضًا في المراحل المبكرة من الإصابة.

## الأساس النظري
من منظور علم الأوبئة، الهدف الرئيسي للابتعاد تقليل عدد التكاثر الأساسي oR، وهو متوسط عدد الأفراد الذين يُصابون بالعدوى ثانويًا من فرد واحد مصاب أساسي في مجتمع جميع الأفراد فيه عرضة للإصابة بشكل متماثل. في النموذج الأساسي للابتعاد، حين تشارك النسبة ƒ من السكان في الابتعاد لتقليل التواصل الشخصي بينهم إلى نسبة a من التواصل المعتاد، يُحسب عدد التكاثر الفعال الجديد R عبر:
{\displaystyle R=[1-(1-a^{2})f]R_{0}}
مثلًا، حين يخفض 25% من السكان تواصلهم إلى 50% من المستوى المعتاد، يصبح عدد التكاثر الفعال نحو 81% من عدد التكاثر الأساسي. وهو انخفاض صغير لكنه ذو أثر عميق في تأخير نمو وانتشار المرض الذي يسير بشكل أسي.

## السلبيات والاعراض التالية
هناك مخاوف من أن يكون للابتعاد أثار سلبية على الصحة العقلية للمشاركين. قد يؤدي إلى الإجهاد والقلق والاكتئاب أو الذعر والتوتر والملل، خاصة بالنسبة للأفراد الذين يعانون من حالات سابقة مثل اضطرابات القلق والوسواس القهري والبارانويا. قد تؤدي التغطية الإعلامية المنتشرة حول الوباء وتأثيره على الاقتصاد وما ينتج عنه من صعوبات اقتصادية ومالية على الحكومات والادخل للعائلة إلى القلق والتفكير المتزايد. ان التغيير في الأعمال اليومية التي يقوم بها الافراد مثل الانقطاع عن العمل والانقطاع عن المدرسة، وقلة النشاطات الخارجية وعدم اليقين بشأن المستقبل أو موعد انتهاء الحجر قد يزيد من الضغط النفسي بسبب الابتعاد عن الآخرين.

## الابتعاد في التاريخ
خلال الاوبئة السابقة كان الابتعاد حاضرا لكن بشكل اقل حيث يتميز زباء كوفيد19 بأن سريع الانتشار وينتقل من الإنسان للانسان. فقد تم إنشاء مستعمرات البرص واللازريتوس كوسيلة لمنع انتشار الجذام والأمراض المعدية الأخرى من خلال الابتعاد، [56] حتى يتم فهم انتقال العدوى واختراع العلاجات الفعالة.

### وباء شلل الأطفال في مدينة نيويورك عام 1916
خلال وباء شلل الأطفال في مدينة نيويورك عام 1916، حيث كان اصابات الوباء أكثر من 27000 حالة وفاة وأكثر من 6000 حالة وفاة بسبب شلل الأطفال في الولايات المتحدة، مع أكثر من 2000 حالة وفاة في مدينة نيويورك وحدها، تم إغلاق دور السينما، وإلغاء الاجتماعات العلنية حيث كانت التجمعات غير موجودة تقريبًا، وتم تحذير الأطفال من عدم الشرب من نوافير المياه، وأمروا بتجنب المتنزهات وأحواض السباحة والشواطئ.

### منالانفلونزا الإسبانية1918 إلى الآن
خلال جائحة الإنفلونزا عام 1918 والتي عرفت بالإنفلونزا الاسبانية، شهدت فيلادلفيا حالات الإنفلونزا الأولى لها في 17 سبتمبر. واصلت المدينة عرضها المخطط لها وجمع أكثر من 200000 شخص وخلال الأيام الثلاثة اللاحقة، أصبحت 31 مستشفى في المدينة مشغولة بالكامل. على مدار أسبوع، توفي 4500 شخص. تم تقديم إجراءات الابتعاد في 3 أكتوبر، بناء على أوامر من طبيب سانت لويس ماكس سي ستاركلوف،  بعد أكثر من أسبوعين من الحالة الأولى. على عكس فيلادلفيا، عانت سانت لويس من أول حالات الإنفلونزا في 5 أكتوبر، واستغرقت المدينة يومين لتنفيذ العديد من إجراءات الابتعاد فيها، بما في ذلك إغلاق المدارس والمسارح وأماكن أخرى حيث يجتمع الناس. حظرت التجمعات العامة، بما في ذلك الجنازات. أدت الإجراءات إلى إبطاء انتشار الأنفلونزا في سانت لويس، ولم تحدث زيادة كبيرة في الحالات والوفيات، كما حدث في فيلادلفيا. ارتفع معدل الوفيات النهائي في سانت لويس بعد الموجة الثانية من الحالات، لكنه ظل أقل بشكل عام من المدن الأخرى. قام عالما الوبائيات بوتسما ونيل فيرغسون بتحليل تدخلات الابتعاد في ستة عشر مدينة أمريكية خلال وباء عام 1918 ووجدوا أن التدخلات المحدودة الوقت تقلل من إجمالي الوفيات بشكل معتدل فقط (ربما 10-30 ٪)، وأن التأثير كان غالبًا محدودًا جدًا لأن التدخلات تم تقديمها بعد فوات الأوان ورفع مبكرًا جدًا. وقد لوحظ أن العديد من المدن شهدت ذروة وبائية ثانية بعد رفع ضوابط الابتعاد، لأن الأفراد المعرضين للحماية قد تعرضوا الآن.
تبين أن إغلاق المدارس يقلل من معدلات الإصابة بالأنفلونزا الآسيوية بنسبة 90٪ خلال تفشي 1957-1958، [66] وما يصل إلى 50٪ في السيطرة على الإنفلونزا في الولايات المتحدة، 2004-2008. وبالمثل، ارتبط إغلاق المدارس الإلزامي وتدابير الابتعاد الأخرى بانخفاض بنسبة 29٪ إلى 37٪ في معدلات انتقال الإنفلونزا خلال وباء الإنفلونزا عام 2009 في المكسيك.
أثناء تفشي إنفلونزا الخنازير في عام 2009 في المملكة المتحدة، في مقال بعنوان «إغلاق المدارس أثناء جائحة الإنفلونزا» نشر في مجلة لانسيت للأمراض المعدية، أيدت مجموعة من علماء الأوبئة إغلاق المدارس من أجل قطع مسار العدوى، وإبطاء الانتشار أكثر وكسب الوقت للبحث وإنتاج لقاح. بعد أن درسوا أوبئة الأنفلونزا السابقة بما في ذلك جائحة إنفلونزا عام 1918، ووباء الإنفلونزا عام 1957 ووباء إنفلونزا عام 1968، فقد أبلغوا عن الأثر الاقتصادي وتأثير القوى العاملة على إغلاق المدرسة، لا سيما مع وجود نسبة كبيرة من الأطباء والممرضات من النساء، نصفهن كان لديهم أطفال تقل أعمارهم عن 16 عامًا. كما اطلعوا على ديناميكيات انتشار الأنفلونزا في فرنسا خلال العطلات المدرسية الفرنسية ولاحظوا أن حالات الإنفلونزا انخفضت عندما أغلقت المدارس وعادت للظهور عند إعادة فتحها. وأشاروا إلى أنه عندما أضرب المعلمون في إسرائيل خلال موسم الإنفلونزا في 1999-2000، انخفضت زيارات الأطباء وعدد التهابات الجهاز التنفسي بأكثر من الخمس وأكثر من الخُمسان على التوالي.

### تفشيسارس2003
خلال تفشي فيروس سارس في عام 2003، استكملت تدابير المباعدة ة مثل حظر التجمعات الكبيرة، وإغلاق المدارس والمسارح، وغيرها من الأماكن العامة، مع اتخاذ تدابير الصحة العامة مثل العثور على الأشخاص المتضررين وعزلهم، وحجر الاتصال الوثيق، وإجراءات مكافحة العدوى. تم دمجه مع ارتداء الأقنعة لبعض الأشخاص. خلال هذا الوقت في  كندا، تم استخدام «الحجر الصحي المجتمعي» للحد من انتقال المرض بنجاح معتدل.